# Gentile da Fabriano
Gentile da Fabriano (Gentile di Niccolò di Giovanni Massi; Fabriano, h. 1370 – Roma, 1427) fue un pintor italiano, uno de los principales exponentes del estilo gótico internacional en Italia. Encarnó en su siglo la típica figura del artista itinerante, que prefería moverse para encontrar las más variadas ocasiones de trabajo ofrecidas por las cortes antes que quedarse establecido en un taller. Su pintura poética y fabulosa, el gusto por la línea y un uso incomparable de los elementos decorativos lo llevaron a la cúspide de la escuela italiana de la época, recibiendo encargos de grandísimo prestigio. Al visitar Florencia, entró en contacto con el naciente Humanismo en el arte y, aunque sin renunciar al estilo propio, inició una consciente transición entre el decorativismo tardogótico y la esencia renacentista.

## Biografía

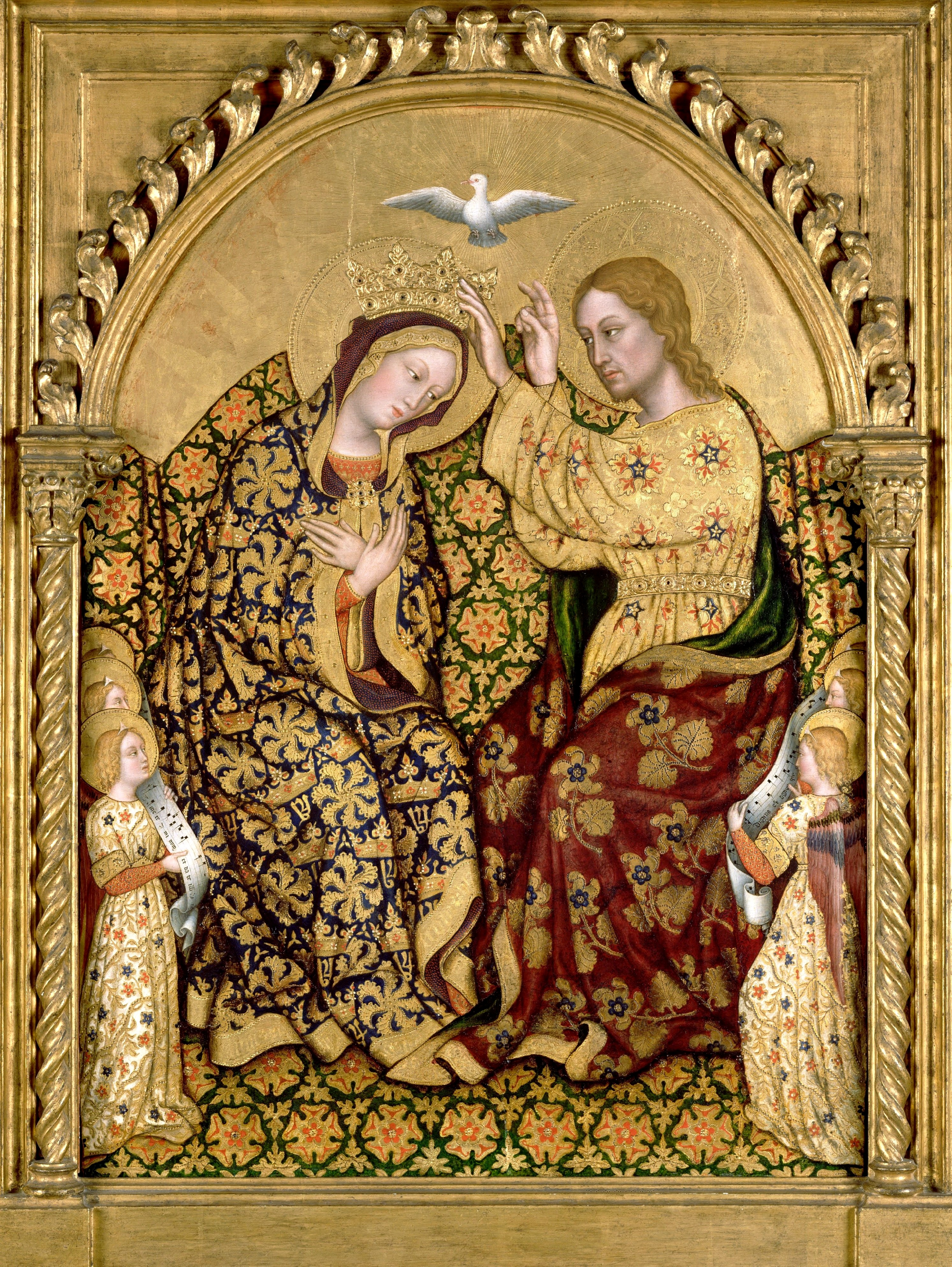
La coronación de la Virgen (h. 1420), Museo J. Paul Getty, Los Ángeles

### Las Marcas y Venecia
Gentile nació en o cerca de Fabriano alrededor de los años 1370-1375, en la región de las Marcas, al este de Italia. Gentile quedó huérfano a temprana edad, tras la muerte de su madre en algún momento antes del año 1380 y su padre, Niccolò di Giovanni Massi, que era comerciante de paños, ese mismo año se retiró a un monasterio, donde murió en el año 1385.
En cuanto a su formación, se cree que conoció el arte de la escuela sienesa y que pudo haber sido aprendiz de algún pintor toscano. Comenzó a pintar dentro de la tradición fabrianesa  (Allegretto Nuzi, Francescuccio Ghissi,...), y no se puede excluir una formación más lejana a la vista de la complejidad y la riqueza de sus obras posteriores, en Milán o en Venecia que eran los grandes centros artísticos del norte de Italia. Desde joven empezó a trasladarse por los centros de las Marcas y Lombardía. No dejó obras en las Marcas, aunque se le atribuye (de manera insegura) una Virgen con Niño en la catedral de Sant'Angelo in Vado, cerca de Urbino.
Se ha señalado la posibilidad de que se formara en Pavía, centro cultural y artístico en el que existía un importante taller de miniatura, durante la última década del siglo XIV. De esta temporada en Pavía sería muestra la Virgen con el Niño entre los santos Nicolás de Bari, Catalina de Alejandría y un donante (1395-1400), ejecutada para la iglesia de San Nicolás en Fabriano y que actualmente se conserva en la Gemäldegalerie de Berlín; las características estilísticas están unidas principalmente a la cultura del gótico tardío lombardo, impuesta sobre tradiciones de Umbría y las Marcas.
Se conoce poco de su carrera temprana, suponiéndose que estuvo en Venecia a partir del año 1405, donde se inscribió en la Scuola dei Mercanti. Se sabe seguro que permaneció allí, al menos, entre el año 1408 y 1414. La prueba de que estaba allí en el año 1408 la proporciona el primer documento seguro sobre Gentile, relativo a un cuadro que había pintado en Venecia para el coleccionista Francesco Amadi y que fue pagada el 27 de julio de 1408. Para la iglesia de Santa Sofía pintó una tabla, perdida. En 1408-1409 le encargaron la decoración mural de la Sala del Maggior Consiglio en el palacio ducal, para la cual ejecutó el fresco con la  Batalla entre Otón III y los venecianos, perdida como el resto de los frescos, por culpa del clima veneciano, que tiende a dañar rápidamente los frescos, por lo que se sustituyó en el siglo siguiente por pintura sobre tela. Esta obra la acabó hacia el año 1415 y le reportó gran fama. Aquí conoció seguramente a Pisanello, que fue su asistente entre el año 1415 y 1420 y lo ayudó a pintar los frescos del palacio ducal, y quizá a Michelino da Besozzo.
De su obra veneciana en general, se duda si queda algo o no; algunas fuentes dicen que no queda nada, y otras mencionan una pintura, pero sin identificarla. En Venecia tuvo dos alumnos destacados. Al ya mencionado Pisanello transmitió a Pisanello su estilo refinado y minucioso, con gusto por los metales preciosos. El otro fue Jacopo Bellini, que trabajó en su taller y que con el tiempo fue pintor famoso por derecho propio y patriarca de una familia de pintores notables, con sus hijos Giovanni y Gentile.

### Clases sociales de la época
En cuanto a clases sociales, sólo la nobleza podía permitirse obras caras. La misma aristocracia alardeaba de poder pagando el elevado coste de la escultura y objetos en oro y plata (platos, copas, joyas y coronas). Esto nos muestra el continuo exhibicionismo. Del mismo modo, los tapices, la obra de arte mueble más cara del periodo. La clase media emergente y en especial los prósperos burócratas de Europa habían de conformarse con pinturas sobre tabla, era belleza que sólo la nobleza podía permitirse.

### El políptico de Valle Romita

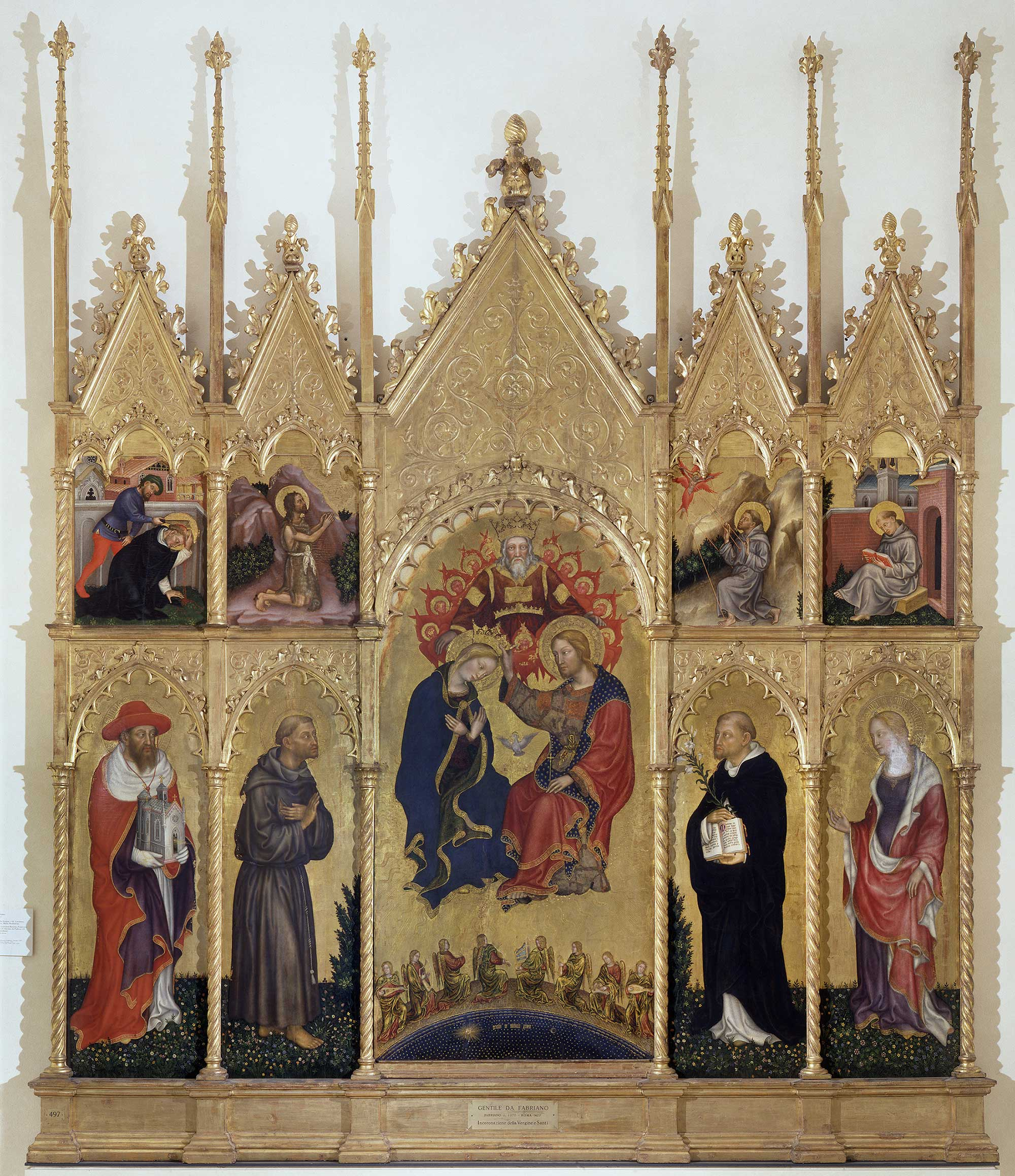
El políptico de Valle Romita (1400-1410), Pinacoteca di Brera, Milán.

Del año 1410, aproximadamente, data su Políptico de Valle Romita hoy en la Pinacoteca de Brera, tras una de sus estancias en Venecia. De este retablo forma parte un panel con la Crucifixión.
Se trata de su primera obra maestra, pintada para una ermita franciscana en los alrededores de Fabriano. En esta obra se acentuaron las derivaciones lombardas (colores tenues, atención a los detalles naturalistas, gusto lineal), puestas al día gracias a la obra de Michelino da Besozzo, junto con un mayor equilibrio y solidez formal (los santos apoyan firmemente los pies en la tierra). Sin embargo, la iconografía de la Coronación de la Virgen suspendida en el cielo es típicamente veneciana, mientras que son características que acabarán siendo típicas del artista la elaboración finísima del oro, el preciosismo de los vestidos y la capacidad de representar la consistencia de los materiales (como la pelliza de la Magdalena) gracias a un trazo suave y esfumado que anula los contornos.

### Nuevos viajes

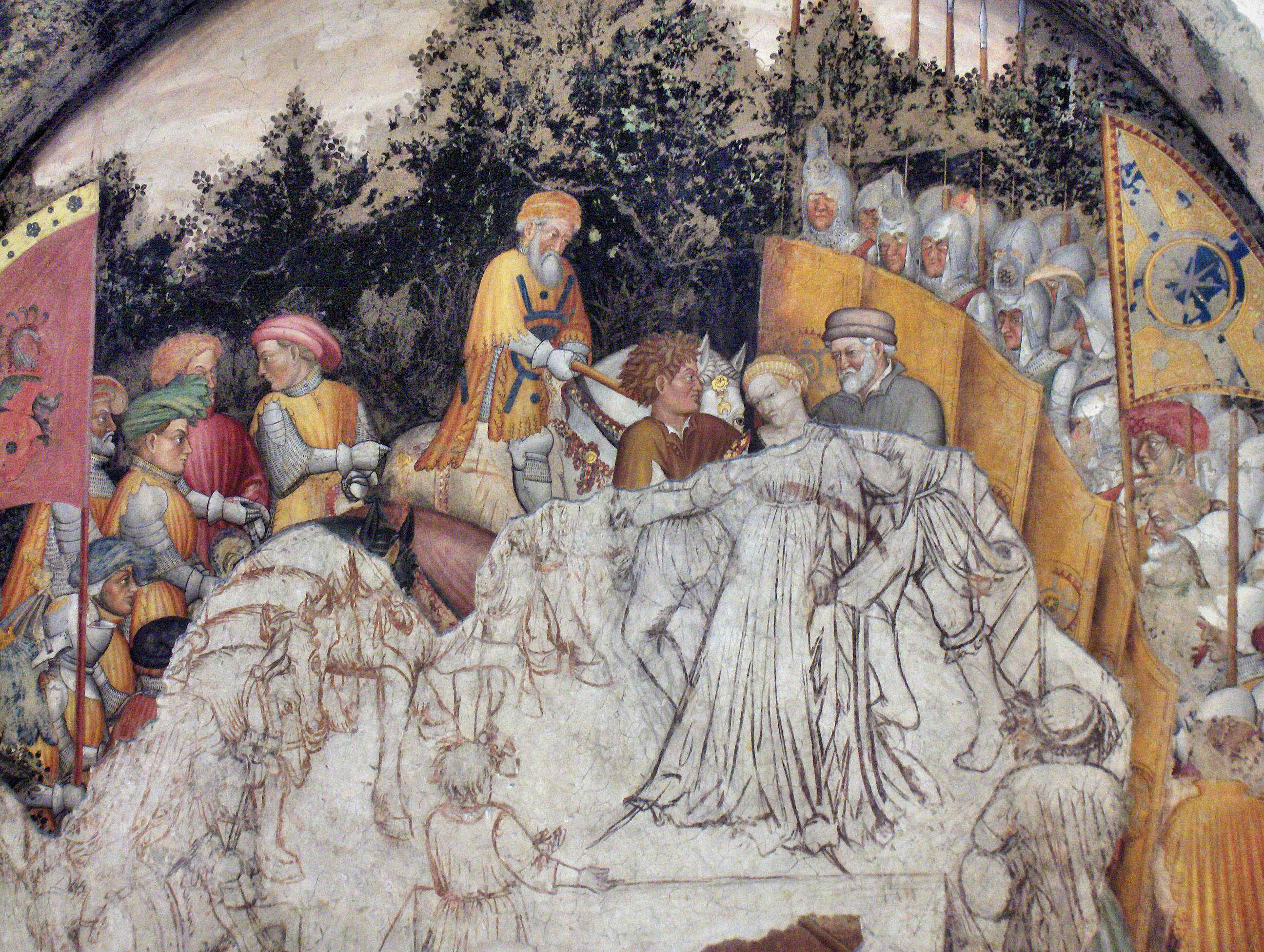
Fresco del Palacio Trinci, Foligno.

Numerosos fueron los traslados en estos años. Se sabe que regresó a las Marcas y trabajó en Umbría y la Lombardía. En los años 1411-1412 estuvo en Foligno, donde ejecutó los dibujos para el ciclo decorativo de frescos del palacio Trinci por encargo de Ugolino III. La ejecución de la pintura correspondió casi por completo a Jacopo Bellini y otros ayudantes de Gentile.
Gentile se trasladó posteriormente a Brescia (enero de 1414-1418, donde estuvo trabajando para los Malatesta. Decoró la Capilla del Broletto, labor casi enteramente perdida. En la primavera de 1420 estaba de nuevo en Fabriano.

### En el ámbito de la pintura
La arquitectura  fue en el arte dominante en Europa septentrional durante la Edad Media: dotó al románico y al gótico no solo de vocabulario formal, sino también de su orientación estética y espiritual (véase vidrieras y esculturas monumentales como ventanas, columnas y portadas). En el siglo XV, por el contrario, la pintura bidimensional fue la predominante en el Norte de Europa. Esto se debe a la falta de cambio e innovación en el ámbito arquitectónico. Europa septentrional experimentó una profunda transformación a lo largo de los siglos XIV y XV. Estos cambios estaban basados en una observación más cercana del mundo físico por una serie de razones que influyen en ámbitos tan diversos como filosofía, botánica o geografía. La sociedad empezó a pensar que podía y debía dedicar más tiempo a los detalles particulares de su existencia terrenal. Por ello, el realismo visual fue la característica más admirada. Este estilo de pintura fue recibido con un arte innovador (ars nova) por su capacidad para mimetizar sobre una superficie bidimensional los avances de efectos de color y luz apreciables en el mundo visible. El arte del Renacimiento septentrional está basado, en gran medida, en el concepto: el descubrimiento del mundo y del yo.

### Florencia

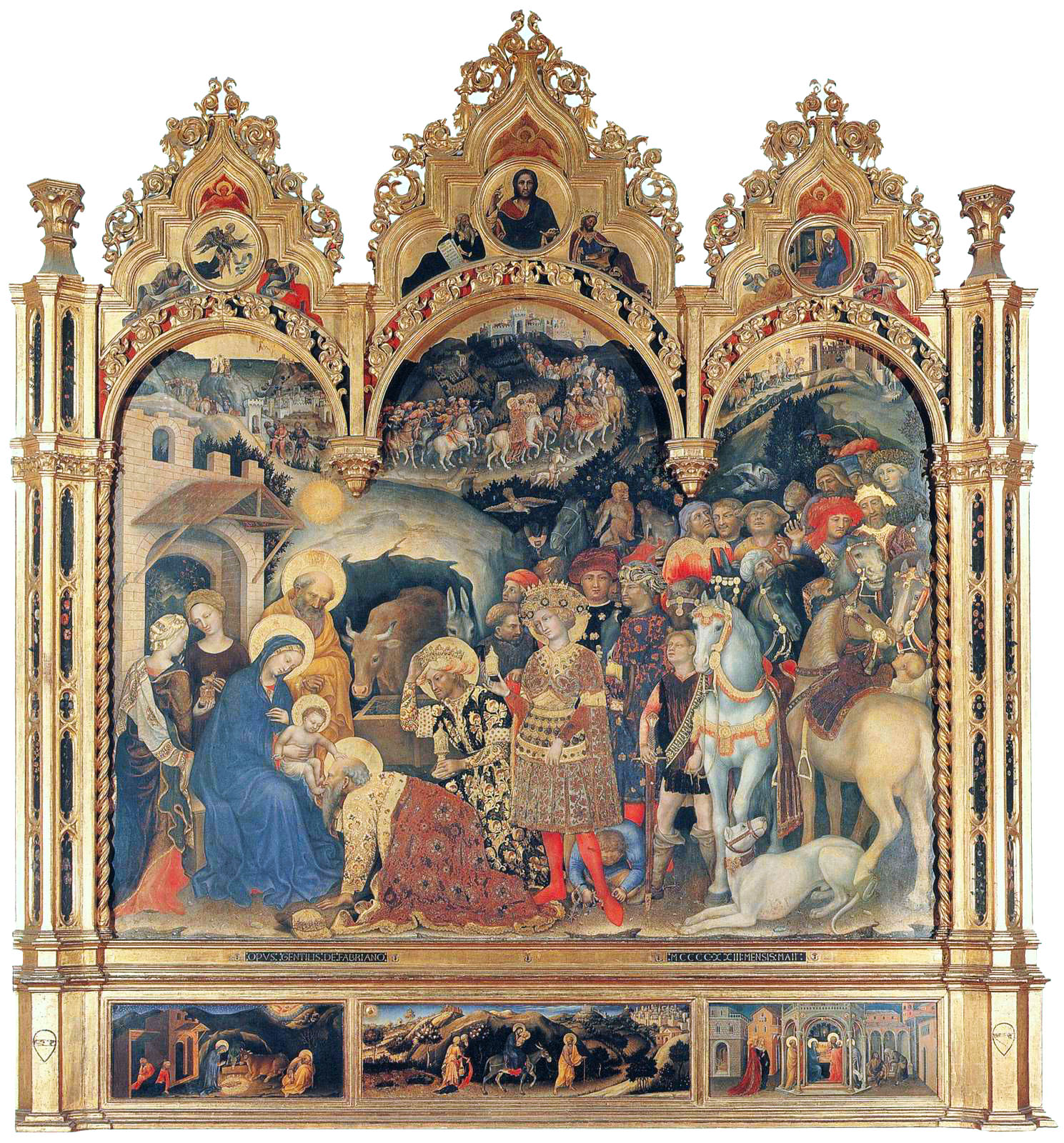
Adoración de los Magos, de Gentile da Fabriano.

El 6 de agosto de 1420 está documentado en Florencia, donde se inscribió en el Arte dei Medici e Speziali (21 de noviembre de 1422) como «Magister Gentilis Nicolai Joannis Massi de Fabriano pictor, habitator Florentiae in populo Sancte Trinitatis».
En Florencia abrió un taller. Su alumno Jacopo Bellini lo siguió en el año 1423, aunque regresó a Venecia al año siguiente. Gentile pintó en Florencia la que será su pieza más famosa, la Adoración de los Magos llamada Pala Strozzi (esto es, «Retablo Strozzi», terminada en mayo de 1423); retablo encargado para la capilla familiar de los Strozzi en la iglesia de la Santa Trinidad de Florencia; hoy se conserva en la Galería de los Uffizi. Está considerada una obra maestra, tanto de Gentile como del estilo gótico internacional. En el centro se ve la escena principal que da nombre a la obra: la Adoración de los Magos a Jesucristo recién nacido. Está rodeado de un marco en el que hay gabletes, donde pueden verse Ángeles, Jeremías, Isaías, Moisés, David, Ezequiel y Daniel; en los tondos se ve al Ángel de la Anunciación, en el de en medio al Redentor y a la derecha, la Anunciación de la Virgen. Finalmente, a lo largo de la predela se ven los episodios de la Natividad, la Huida a Egipto y la Presentación de Jesús en el Templo. La obra está construida en perspectiva simbólica, en la que los elementos procuran crear una ilusión de profundidad (el establo y la mesa colocados en diagonal, por ejemplo), el tamaño de los personajes en la lejanía... Una pintura que usa la narración continua con varias escenas figuradas en el cuadro. Desplegó en esta obra el cortejo de los Magos, formando en segundo plano diversos focos secundarios de la acción, no unidos entre sí. El oro de los detalles suntuosos es casi deslumbrante y las figuras, aunque están dispuestas en profundidad, no siguen ninguna perspectiva, sino que simplemente están puestas una al lado de la otra creando un efecto irreal y propio de una fábula mundana. En primer plano los dos grupos (a la izquierda la sagrada familia y a la derecha el cortejo) están separadas de la figura derecha del joven rey; los trucos del género permiten ver la obra desde diversos puntos de vista, sobre los que el espectador es invitado a detener la mirada y a analizar cada detalle en particular en momentos sucesivos.
De mayo de 1425 es el políptico Quaratesi, un séxtuple panel de madera encargado por un miembro de la familia Quaratesi para el altar mayor de la iglesia de San Nicolás Oltrarno (San Niccolò Oltrarno) en Florencia, firmado y datado. El altar se conservó allí hasta 1830, pero luego fue desmembrado y vendido por partes de manera que está disperso en varios museos. La tabla central, que representa a una Virgen con Niño, se encuentra en las Colecciones Reales de la Monarquía Británica; en los Uffizi de conservan las tablas laterales con cuatro santos (María Magdalena, Nicolás de Bari, Juan Bautista y Jorge y, finalmente, la predela, con escenas de la Vida de San Nicolás de Bari y milagros realizados por él, está principalmente en la Pinacoteca Vaticana, aunque una tablilla se encuentra en la Galería Nacional de Arte de Washington D. C. En esta obra se ve una transición del estilo de Gentile influido por la cultura humanística florentina, que en aquellos años se iba afirmando, con una precisa observación de las esculturas antiguas. Las figuras son calmadas y monumentales, construidas sólidamente, con colores compactos y con un sello muy sobrio, más cercano a las obras de Lorenzo Ghiberti y de Masolino da Panicale.
En la misma iglesia se descubrió en el año 1862 (pero quizá provenía de otro lugar) un segundo políptico de Gentile, especial por el desarrollo horizontal de la estructura, y también por su carácter narrativo, inusual en un retablo. Aquí se representaron la Intercesión de Cristo y María ante el Padre Eterno en el panel central, la Resurrección de Lázaro y el encuentro entre los tres Santos en un contexto urbano en las tablas laterales, y a los santos Luis de Tolosa y Bernardo de Claraval en los paneles de los extremos. La obra acoge muchos motivos estilísticos del Masaccio de la Capilla Brancacci de la iglesia del Carmen, y en particular una representación del espacio y de la realidad bastante distante de las usuales formas de Gentile da Fabriano, pero de la que el artista ya había dado muestras en la predela del Políptico Quaratesi.

### Contexto histórico de la época del autor
Marco Cronológico y Contexto histórico
El Renacimiento italiano inició la era del Renacimiento, un período de grandes logros y cambios culturales en Europa que se extendió desde fines del siglo XIV hasta alrededor de 1600. Aunque los orígenes del movimiento aislado principalmente a la cultura literaria, el esfuerzo intelectual y el tutela pueden rastrearse hasta inicios del siglo XIV. Muchos aspectos de la cultura italiana permanecían en su estado medieval y el Renacimiento no se desarrolló totalmente hasta fin de siglo.
La palabra Renacimiento (Rinascimento) tiene un significado explícito, que representa el renovado interés del período en la cultura de la antigüedad clásica,  Estos cambios significativos, estuvieron concentrados en las clases altas, y para la gran mayoría de la población la vida cambió poco en relación con la Edad Media.
El renacimiento italiano comenzó en Toscana, con epicentro en las ciudades de Florencia y Siena. Luego tuvo un importante impacto en Roma, que fue ornamentada con algunos edificios en el estilo antiguo, y después fuertemente reconstruida por los Papas del siglo XVI. La cumbre del movimiento se dio a fines del siglo XV, mientras los invasores extranjeros sumían a la región en el caos. Sin embargo, las ideas e ideales del renacimiento se difundieron por el resto de Europa. El renacimiento italiano es bien conocido por sus logros culturales. Políticamente fue un periodo de constantes luchas por el poder, cambios dinásticos, guerras e invasiones extranjeras.
En el norte de Europa, siglos XV y XVI, que podría denominarse renacentista ya que este término expresa resurgimiento por las culturas clásicas de Grecia y Roma. Al norte y al este, Italia estaba rodeada por el Sacro Imperio, su habla era germana ordenados en condados y unidas por su lealtad a un emperador. Entre Francia y las tierras alemanas se extendía el Ducado de Borgoña (Países Bajos) formaron parte del estado feudal francés. La superficie geográfica y la riqueza de Borgoña eran suficientes como para que esta fuera independiente. Al otro lado del canal de La Mancha, Inglaterra y Escocia guardaban celosos su independencia. Cuando nombramos “Norte” no nos referimos a Escandinavia, Rusia, Polonia, Balcanes… pues eran los estados denominados “periféricos” ya que tenían sus propios problemas así pues no formaban parte de la historia del arte europeo del Renacimiento. La única vinculación con los estados occidentales era la Iglesia católica en algunos casos.
A lo largo de la Edad Media, la Iglesia fue la institución más poderosa de Europa. Dirigían la vida social, política y económica. Más de la mitad de las obras son de tema religioso. En el año 1400, el arte cristiano ya tenía una historia extensa. Pues en la Edad Media, en varias ocasiones, se habían suscitado dudas acerca del abuso de las imágenes religiosas. Se creía que la adoración de las imágenes era un problema que se repetía continuamente. Al igual que las instituciones religiosas que contrataban a los artistas para realizar obras, éstos querían promover la fidelidad popular a la Iglesia.La Iglesia había sido objeto de críticas continuamente (pues había llegado a silenciarlas mediante campañas contra los sublevados o disidentes). 
Pero el desprestigio del alto clero en los siglos XIV y XV llegó a ser tan evidente que la lealtad del pueblo frente a la Iglesia travesó una crisis. En consecuencia, el colegio de cardenales intentó limitar el poder absoluto del papado. Con la idea de fortalecerse con alianzas políticas, el Papa hizo concesiones a varios dirigentes europeos como los reyes de Francia y España (el beneficio fue obtener el derecho a nombrar sus propios candidatos para los altos cargos eclesiásticos de sus reinos)
La situación de la Iglesia se ve bajo el control de la monarquía. El incremento del poder de los monarcas sobre la Iglesia en estos dos países fueron ejemplos claros de la expansión generalizada que pronto llegaría a todos los estados de Europa occidental. Una característica de la centralización del poder nacional fue la adquisición del monarca de territorios previamente independientes a su reino (así como los Duques de Borgoña vieron como dicho reyes se repartían sus tierras).
Las cortes de los grandes gobernantes de Europa, seguían siendo los principales centros artísticos. Ya hemos mencionado que contrataban artistas para realizar obras conmemorativas, decoración efímera y espectáculos teatrales. Con el tiempo, la producción no cortesana fue adquiriendo importancia. El estilo de corte seguía dominado por un extravagante despliegue de materiales caros. Los monarcas trataban de acelerar la decadencia de la nobleza, e iban debilitando a todo noble rebelde para quitárselo de encima y conseguir su poder. Las ciudades mercantiles comunicadas por buenos canales y caminos, eran la clave del poder de la prosperidad flamenca; esto permitió la facilidad de negocios en cuanto a obras de arte se refiere. El orgullo y la identidad local se reflejaron en el gran número de pinturas que reproducían vistas urbanas (he aquí el cambio de temática).

### Hacia Roma
En 1425 abandonó Florencia para marchar a Siena, donde estuvo entre junio y agosto de ese año. Allí pintó para el Palacio dei Notai, en la Plaza del Campo, una Virgen con Niño en la fachada, obra perdida. En Siena, ejerció una profunda influencia en Sassetta. Después en los meses entre agosto y octubre, trabajó en Orvieto, donde pintó el famoso fresco de la Virgen con Niño y Santos en el interior de la catedral, en el que los cuerpos sólidos se perfilan desde debajo de los paneles y las expresiones se humanizan, abandonando los modos corteses de los primeros años.

### Roma
En enero de 1427 llegó a Roma, donde recibió un encargo muy prestigioso del papa Martín V: la decoración al fresco de la nave central de la Basílica Lateranense, la catedral de Roma. La muerte, en agosto de ese mismo año, le impidió concluirlos, y la obra fue acabada cinco años después por Pisanello, su ayudante y discípulo que se hizo entonces cargo del taller de Gentile. Este ciclo, cumbre del arte tardogótico en Italia, fue destruido después de las labores de Borromini en la basílica, pero se conocen por un dibujo copiado por el mismo Borromini y algunos fragmentos, sobre los cuales, sin embargo, la crítica no es unánime en cuanto a la procedencia y originalidad.
Con fecha 14 de octubre de 1427 se recordaba a Gentile como ya muerto. En cuanto al lugar de Roma en el que se le enterró, hay dos hipótesis, una, que se le sepultó en la iglesia de Santa María Nova de Roma, actualmente Santa Francesca Romana, y la otra, que fue enterrado en  Santa María en Trastévere. En cualquier caso, su tumba se ha perdido.

## Estilo
Gentile da Fabriano es, junto con Lorenzo Monaco, uno de los principales representantes del estilo gótico internacional en Italia. Ello significa que aunó, las enseñanzas de la escuela de Siena de la primera mitad del siglo XIV, con su delicadeza y linealidad, con una representación más realista de la naturaleza, los animales, las plantas y las personas. Se producían así obras refinadas muy adecuadas para expresar el lujo y la fastuosidad de los señores de la época. En sus obras se aprecia la influencia de artistas como Lorenzo Ghiberti, Masolino da Panicale y Michelino da Besozzo.
Gentile es realista y minucioso en su representación de los detalles. Las texturas, especialmente de las telas, está muy lograda. Se trata de un pintor medieval, y ello se aprecia en el rico cromatismo o en el uso del dorado de tradición bizantina. No obstante, hay en él rasgos que prefiguran el renacimiento: intenta dar volumen a sus figuras, modelarlas, y hacerlas expresivas.
Actualmente se pone énfasis en su moderno tratamiento de la luz y también por haber usado el dibujo libre en sus estudios y esbozos.

### Estilo, Técnica y Proporción en la pintura
La falta de atención prestada en la pintura sobre tabla, ha sido uno de los principales obstáculos para reconocer su realismo con mayor profundidad. Sus pinturas son creaciones psicológicas y artísticas creadas con extrema sutileza. La imagen está concebida de un modo heráldico: cada objeto o detalle ha sido descrito artísticamente cuidadosamente a modo de emblema, formando parte de un rompecabezas congelado. Poniendo énfasis en la composición espacial, está muy bien estudiada, con el fin de buscar un significado tanto en el plano de la imagen como en profundidad. En apariencia de todas las imágenes hechas en esta época, parecen “de un realismo poderoso” pero esconden una sensibilidad artística que es la que moldea el estilo (el estilo es un elemento que suele resaltarse más frecuentemente en los artistas italianos contemporáneos).
La representación pintada del espacio está definida de forma tan limpia y resplandeciente que parece que éste existiera. Los artistas de pintura de esta época trazan cuidadosamente el espacio con relación a las pinturas estableciendo una firme “jerarquía de orden pictórico”. A la hora de evaluar el realismo visual de las obras de la Europa septentrional, la proporción  es el elemento más importante, es decir, no sólo están llenas de diminutos detalles, sino que las mismas obras suelen ser también de dimensiones muy reducidas. 
En Italia predomina la pintura mural de carácter público y la pintura sobre tabla con figuras de tamaño natural. Las obras del norte fueron pensadas para ser observadas en la privacidad del hogar; es tentador.

## Obras principales

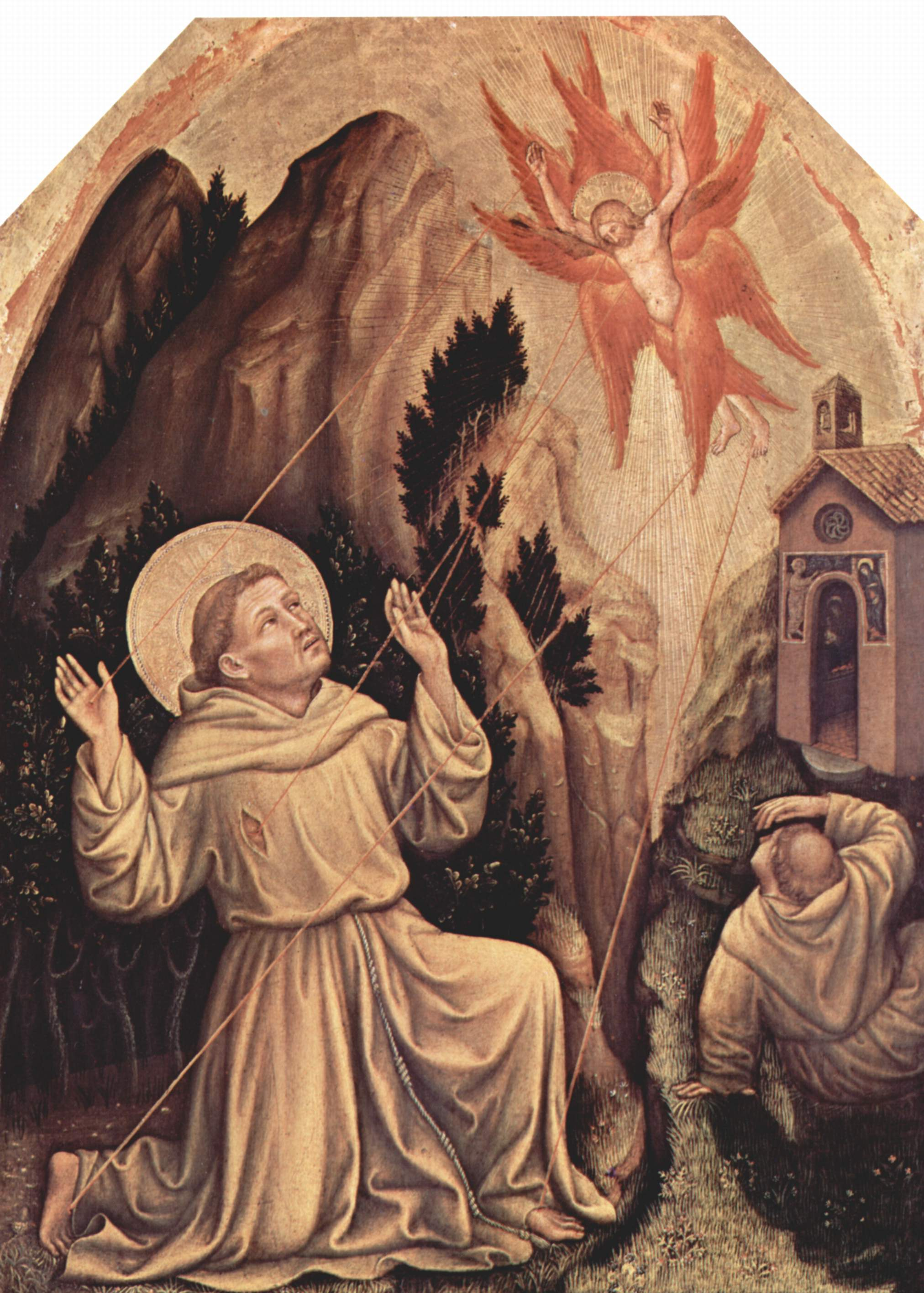
Estigmas de San Francisco (h. 1420), Museo J. Paul Getty, Los Ángeles.

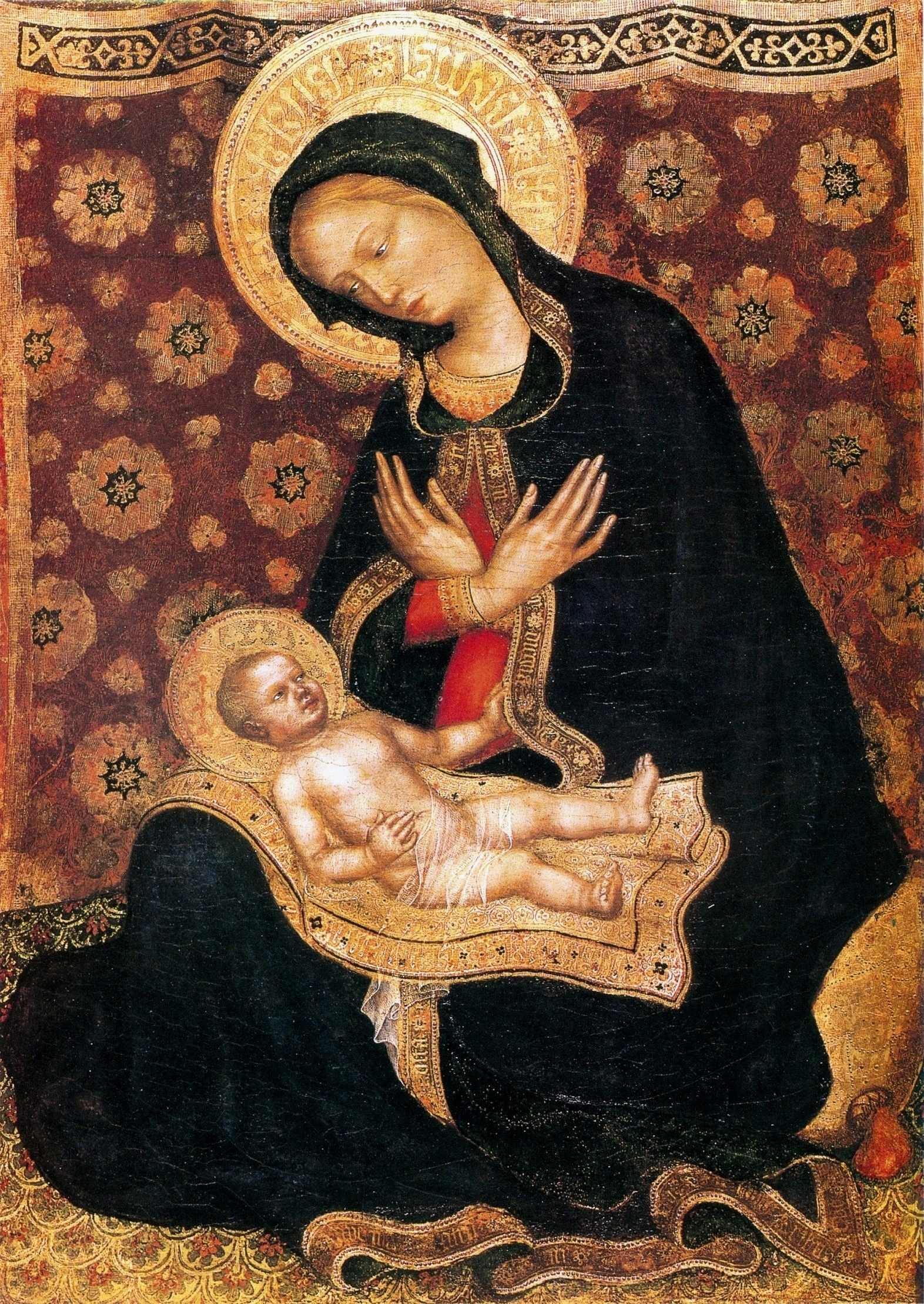
Virgen de la Humildad (h. 1420), Museo Nacional de San Mateo, Pisa

En esta lista de las obras principales de Gentile da Fabriano, salvo que se indique otra cosa, todas las obras son al temple y sobre tabla, y las medidas se dan en centímetros.
- Virgen con Niño en la gloria entre los santos Francisco y Clara, 1390-1395, 56,50x42, Museos Cívicos de Pavía
- Virgen con el Niño entre los santos Nicolás de Bari, Catalina de Alejandría y un donante, h. 1395-1400, 131x113, Staatliche Museen, Berlín
- Virgen entronizada con Niño y ángeles músicos, h. 1400-1410, Galería Nacional de Umbría, Perugia.
- Virgen con Niño, h. 1400-1405, 58x48, Pinacoteca Nacional, Ferrara.
- Decoración al fresco de la sala del Gran Consejo, en el palacio ducal de Venecia (1408). Hoy perdidos.
- Madonna Davis, h. 1410, 85,7x50,8, Museo Metropolitano de Arte, Nueva York
- Políptico de Valleromita, h. 1410-1412 (otros datan esta obra de h. 1405-1410), 280x250, Pinacoteca de Brera, Milán
- Crucifixión, h. 1410-1412, 64,20x40,4, Pinacoteca de Brera, Milán.
- Políptico Sandei, h. 1410-1412, perdido.
  - Santiago el Mayor, 28,30x8,50, Colección Berenson, Villa I Tatti, Settignano (Florencia).
  - San Pedro, 23,20x6,50, Colección Berenson, Villa I Tatti, Settignano (Florencia).
- La Virgen entronizada con el Niño y dos ángeles,  1410-1415, 58,7x42,9, Philbrook Museum of Art, Tulsa (Oklahoma)
- Frescos de las artes liberales y los planetas, 1411-1412, Palacio Trinci, Foligno.
- Coronación de la Virgen, h. 1420, 87,50x64, Museo J. Paul Getty, Los Ángeles.
- Estigmas de san Francisco (pendón procesional), h. 1420, 87x64, Fundación Magnani-Rocca, Mamiano di Traversetolo (Parma).
- Natividad de Jesús y Virgen de la Humildad (pendón procesional), h. 1420-1421, 72x42,6, Museo J. Paul Getty, Los Ángeles
- Virgen de la Humildad, h. 1420-1423, 91,4x62,9, Galería de Arte de la Universidad de Yale, New Haven
- Virgen con Niño, h. 1420-1423, 95,9x56,5, Galería Nacional de Arte, Washington D. C.
- Políptico de la Intercesión, h. 1420-1423, iglesia de San Nicolás Oltrarno, Florencia
- Virgen de la Humildad, h. 1420-1423, 56x41, Museo Nacional de San Mateo, Pisa
- La Adoración de los Magos, (llamada Pala Strozzi), 1423, 300x282, Galería de los Uffizi, Florencia.
- Presentación de Jesús en el templo de la Pala Strozzi, 1423, 25x62, Louvre, París
- Virgen con Niño, h. 1423-1425, 24,8x19, Colección Berenson, Villa I Tatti, Settignano (Florencia)
- Virgen entronizada con el Niño entre los santos Lorenzo y Julián, h. 1423-1425, 170x61, Colección Frick, Nueva York
- Anunciación, h. 1423-1425, 41x49, Pinacoteca Vaticana, Ciudad del Vaticano
- Lapidación de san Esteban, h. 1423-1427, 16,5x27, Kunsthistorisches, Viena
- Políptico Quaratesi (dedicado a la Vida de San Nicolás de Bari, 1425) paneles dispersos entre diversas galerías y colecciones, de la siguiente manera:
  - La tabla central es la Virgen con el Niño y ángeles, también llamada en inglés The Quaratesi Madonna, con un gablete, en el que hay ángeles y un medallón con el Redentor, que es original pero dentro de un marco moderno; 222,70x83, adquirido por el príncipe Alberto para la Royal Collection, Hampton Court, en depósito en la National Gallery, Londres.[5]
  - Tablas laterales: Cuatro santos, tienen gablete y fondo de oro, 200x60 cada panel, Galería de los Uffizi, Florencia; se reconstruyen poniendo en el lado izquierdo a Santa María Magdalena y San Nicolás de Bari, y en el derecho, a San Juan Bautista y San Jorge.
  - Predela con escenas de la Vida y milagros del santo Nicolás de Bari:
    - Nacimiento de San Nicolás, 36,5x36,5, Pinacoteca Vaticana, Roma.
    - San Nicolás y las bolas de oro, 36,5x36,5, Pinacoteca Vaticana, Roma.
    - San Nicolás salva a un barco de la tempestad, 39x62, Pinacoteca Vaticana, Roma.
    - San Nicolás resucita a tres niños puestos en salmuera, 36,5 x 36,5, Pinacoteca Vaticana, Roma.
    - Peregrinos en el sepulcro de San Nicolás, 36,5x36,5, Galería Nacional de Arte, Washington.
- Virgen con Niño y ángeles, 1425, fresco de la pared de la nave lateral izquierda, 225x125, Catedral de Orvieto
- Virgen con el Niño y dos ángeles, h. 1426-1427, 110,4x66,3, Museo diocesano, Velletri
- Frescos, San Juan de Letrán (1427), Roma (perdidos).

|  |  |  |  |  |
|  |  |  |  |  |
|  |  |  |  |  |

### Notas

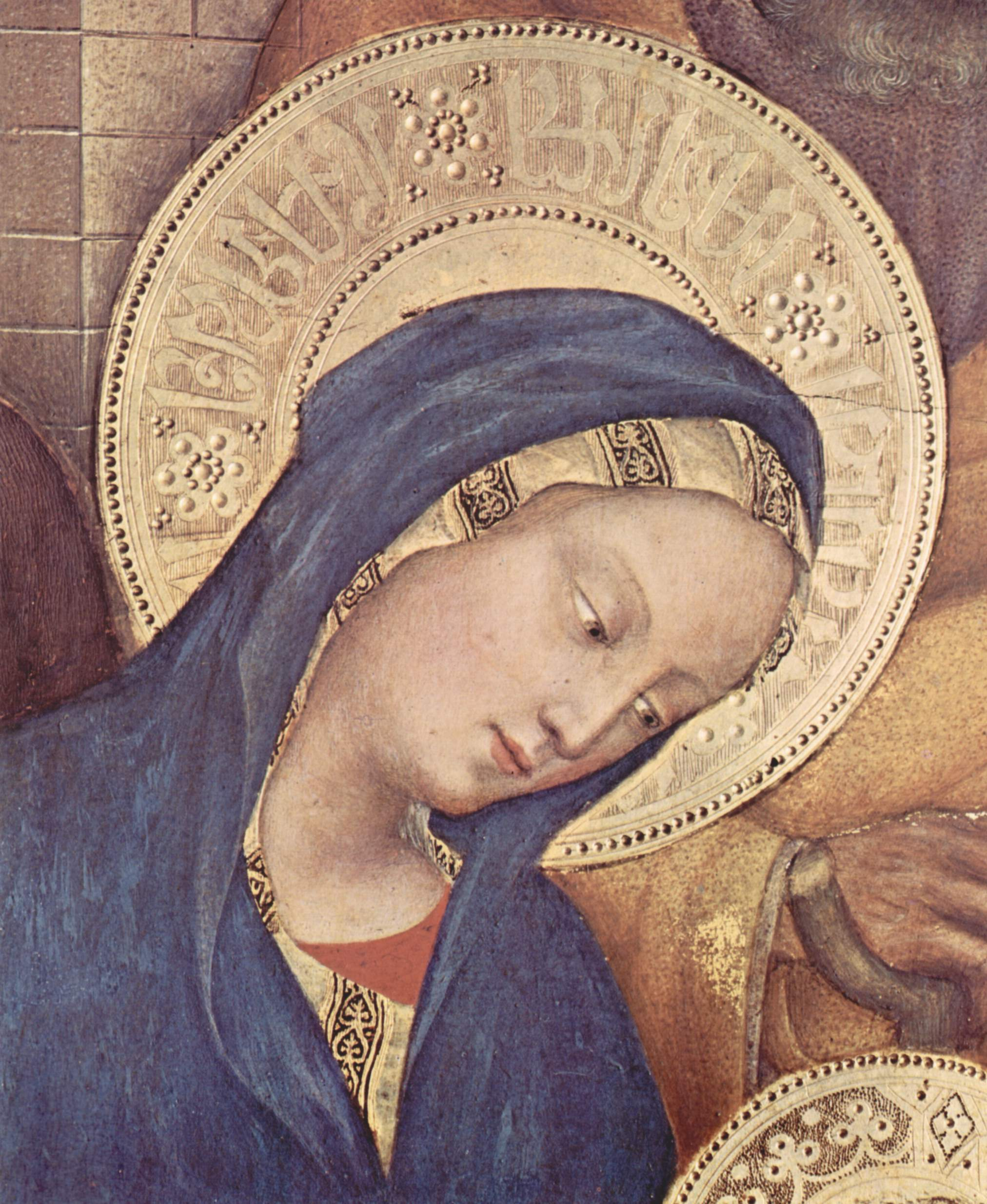
Caligrafía pseudo-cúfica en la aureola de la Virgen María, detalle de la Adoración de los Magos (1423) de Gentile da Fabriano. La caligrafía está además dividida por rosetas como las que aparecen en los platos mamelucos.